# Paulo Talhadas dos Santos
Paulo Talhadas dos Santos (Nova Lisboa, Angola, 9 de Agosto de 1959) é um biólogo português, professor da Faculdade de Ciências da Universidade do Porto e investigador em Biologia Marinha e Estuarina do Centro Interdisciplinar de Investigação Marinha e Ambiental.

## Biografia
Com a chegada ao Porto  em  1975, termina o liceu e ingressa mais tarde no Curso de Biologia na Faculdade de Ciências da Universidade do Porto, onde é distinguido em 1983 pela Fundação Eng. António de Almeida, por obter a melhor nota do curso. Doutorou-se em Biologia na Universidade do Porto, com especialidade de Ecologia Animal em 1995.
Actualmente, é Professor auxiliar com nomeação definitiva na Faculdade de Ciências da Universidade do Porto, onde lecciona nas áreas de Ecologia Marinha, Biologia da Conservação, Gestão e Conservação dos Recursos Naturais, Biodiversidade e ainda Educação Ambiental.
É Membro do CIIMAR, Centro Interdisciplinar de Investigação Marinha e Ambiental, exerce a sua investigação nas áreas da caracterização e gestão de ecossistemas ao nível da biodiversidade e qualidade, em especial na Biologia Marinha e Estuarina e na biologia dos recursos pesqueiros, trabalhando igualmente em questões de ordenamento do território.
Tem trabalhos publicados no âmbito da ecologia aquática, biologia pesqueira e ordenamento do território. Foi responsável e/ou elemento colaborador em vários projectos de investigação em ictiologia, ecologia marinha e estuarina, bem como em estudos de impacte ambiental e em planos estratégicos e de ordenamento da zona costeira e de albufeiras. Alguns dos artigos publicados em revistas estão disponíveis a partir deste Link
Na década de 90 foi comentador regular de temas Ambientais na televisão (RTP2) e na rádio, tendo desde então colaborado em diversos órgãos de comunicação social de forma mais esporádica, para além de actualmente ser seminarista de temas Ambientais, como por exemplo em entidades como o IESF ou diversas escolas.
É membro da Comissão Directiva do Colégio do Ambiente da Ordem dos Biólogos e presidente do FAPAS, Fundo para a Protecção dos Animais Selvagens.

## Publicações
- 11 Publicações Cientificas.